# Призна
Призна је насељено мјесто у саставу града Сења у Личко-сењској жупанији, Република Хрватска.

## Географија
Налази се око 50 км јужно од Сења.

## Становништво
Насеље је на попису становништва из 2011. године имало 45 становника.

## Попис1991.
На попису становништва 1991. године, Призна је имала 79 становника, сљедећег националног састава:
| Попис 1991.‍ | Попис 1991.‍ | Попис 1991.‍ | Попис 1991.‍ | Попис 1991.‍ |
| ----------- | ----------- | ----------- | ----------- | ----------- |
|             |             |             |             |             |
| Хрвати      | Хрвати      |             | 79          | 100%        |
| укупно: 79  |             |             |             |             |